# 남송 단종
남송 단종(南宋 端宗, 1269년 7월 10일(음력 6월 10일) ~ 1278년 5월 8일(음력 4월 15일))은 남송의 제8대 황제(재위 : 1276년 ~ 1278년)이다. 휘는 시(昰)이고 시호는 유문소무민효황제(裕文昭武愍孝皇帝)이며 줄여서 민황제(愍皇帝) 혹은 민제(愍帝)라고 불린다. 상제(殤帝)라고 불리기도 한다. 제6대 황제 도종의 아들이자 제7대 공제의 서형(庶兄)이다.

## 생애
1274년에 공제가 즉위하자 길왕(吉王)에 봉해졌다.
몽골이 침공해오자 1276년 익왕(益王)으로 옮겨져 회(淮)와 제(齊) 지방을 방비하게 되었다. 몽골의 장군 바얀에게 수도 임안을 점령 당하면서 장세걸(張世傑), 육수부(陸秀夫) 등 일부 군인과 관료는 익왕과 위왕(衛王) 조병을 데리고 나와 익왕을 황제로 옹립하고, 남쪽으로 도망쳐 철저 항전을 계속하였다.
육수부, 문천상(文天祥), 장세걸 및 진의중 등 일부 남송의 유신들은 임안 함락과 동시에 남송의 황자를 황제로 추대하고 원나라에 대한 저항운동을 계속했다. 원나라 군대는 이들을 격파하는 한편, 천주(泉州)의 실력자로 해상 교역으로 부를 축적한 포수경을 포섭하여 화남지역을 지배하에 두게 되었다.
서서히 강남에서 광동(廣東)으로 밀려난 옛 남송군은 선단으로 해상을 표류하던 중, 저항을 계속하여 현재의 홍콩 주변 남해안에 있던 애산(厓山)이란 당시 아무것도 없던 섬에 요새와 행궁(行宮)을 구축하고 철저항전의 의지를 보였다.
1278년 3월 원(元)나라 군대에 쫓겨 광주만(廣州灣)으로 도망가던 단종은 도중에 배가 전복되는 사고가 발생, 바다에서 구조는 되었으나 이 사고가 원인이 되어 강주(碙州, 현재의 광동성 뇌주(雷州))에서 10살의 나이에 붕어하였다.

## 재상
| 순서 | 이름            | 재임기간        | 칭호           | 자(字)      | 봉호            | 시호 |
| ---- | --------------- | --------------- | -------------- | ----------- | --------------- | ---- |
| 1    | 진의중 (陳宜中) | 1276년 ~ 1277년 | 좌승상(左丞相) | 언개 (彦愷) | -               | -    |
| 2    | 이정지 (李庭芝) | 1276년          | 우승상(右丞相) | 상보 (祥甫) | -               | -    |
| 3    | 문천상 (文天祥) | 1276년 ~ 1278년 | 우승상(右丞相) | 송서 (宋瑞) | 신국공 (信國公) | -    |

## 가족 관계

### 조부모와 부모
- 조부 : 영왕(榮王) 조여예(趙與芮)
- 조모 : 제국부인(齊國夫人) 황씨(黄氏)
- 부친 : 도종(度宗) 경효황제(景孝皇帝) 조기(趙禥)
- 모친 : 숙비(淑妃) 양씨(楊氏)

## 기년
| 단종        | 원년            | 2년        | 3년        |
| ----------- | --------------- | ---------- | ---------- |
| 서력 (西曆) | 1276년          | 1277년     | 1278년     |
| 간지 (干支) | 병자(丙子)      | 정축(丁丑) | 무인(戊寅) |
| 연호 (年號) | 경염(景炎) 원년 | 2년        | 3년        |

## 같이 보기
- 문천상
- 육수부
- 장세걸